# Gare d'El Harrach
La gare d'El Harrach est une gare ferroviaire algérienne située sur le territoire de la commune d'El-Harrach, dans la wilaya d'Alger, à proximité de l'oued El-Harrach

## Situation ferroviaire
La gare est située au point kilométrique (PK) 10,5 sur le tronçon commun des lignes d'Alger à Oran et d'Alger à Skikda. Ces deux lignes se séparent à la sortie sud de la gare d'El Harrach, la ligne d'Alger à Oran s'orientant vers l'ouest en direction de la gare du Gué de Constantine et celle d'Alger à Skikda s'orientant vers l'est en direction de la gare de Oued Smar.
| \| Alger El Harrach Aéroport d'Alger Zéralda Birtouta Réghaïa \| Localisation de la gare d'El Harrach dans la wilaya d'Alger. |
| Alger El Harrach Aéroport d'Alger Zéralda Birtouta Réghaïa                                                                    |

## Histoire

### Création
La construction de la gare d'El Harrach a commencé pendant l'occupation française de l'Algérie, immédiatement après l'approbation du « Projet Ferroviaire d'El Harrach à Reghaia » le 20 décembre 1877. 

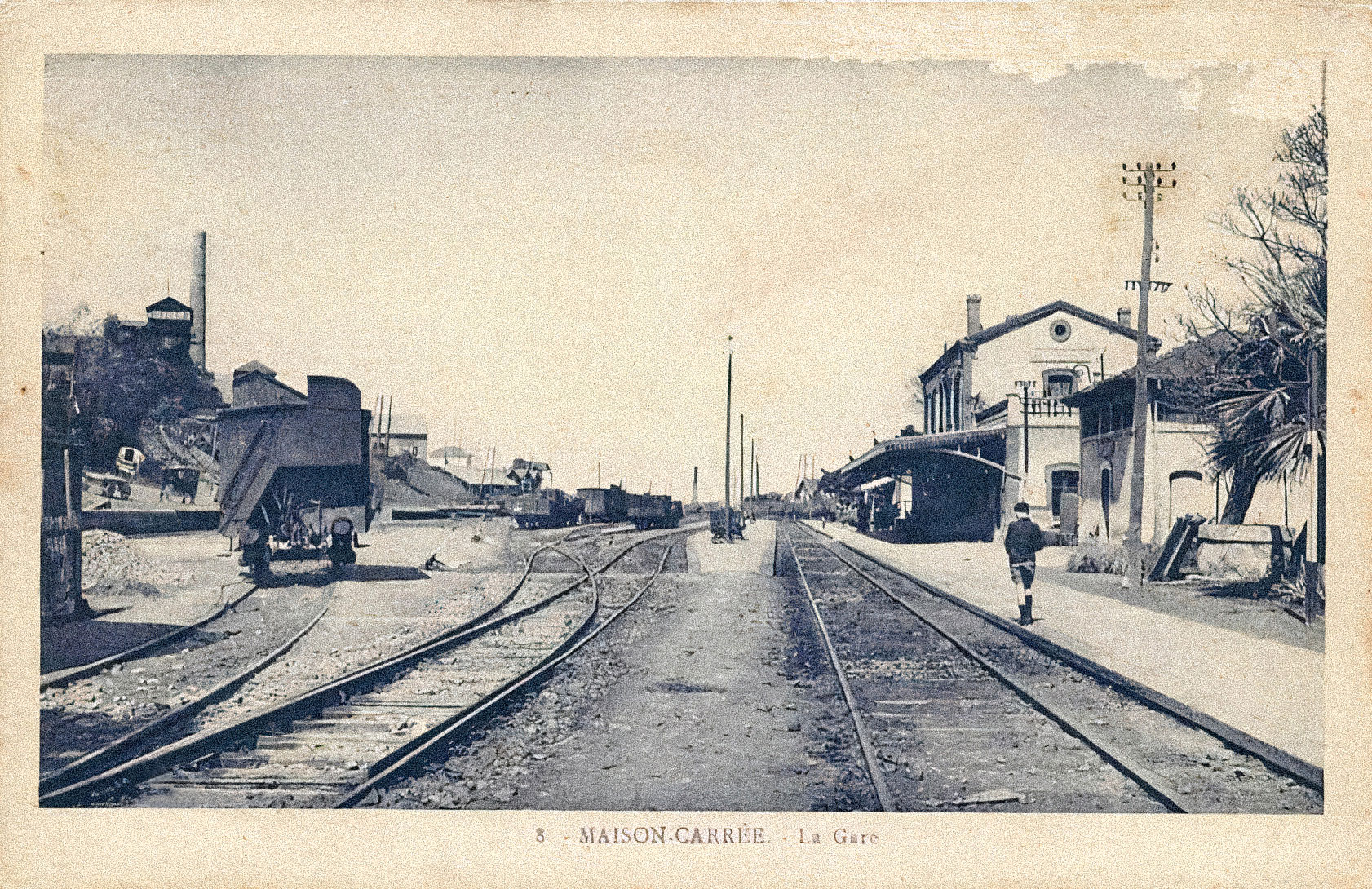
La gare au début du XXe siècle.

Le statut de cette gare a été renforcé après l'approbation supplémentaire d'un projet de chemin de fer de Reghaia à Thénia le 3 décembre 1878. 
La Compagnie des chemins de fer de l'Algérie orientale entrepris l'achèvement de ce projet jusqu'en septembre 1881. 
La construction de la gare d'El Harrach fut achevée et inaugurée le 5 août 1879, lors de l'achèvement de la ligne de chemin de fer d'Alger à Skikda.

### Électrification
La ligne de chemin de fer qui traverse la gare d'El Harrach est l'une des lignes les plus importantes d'Algérie, avec une moyenne de 63 trains[réf. nécessaire] transportant des passagers par jour.
La voie ferrée de cette gare a été transformée en voie ferrée électrifiée avec une tension électrique de 25 000 volts entre la gare d'Alger et la gare de Thénia à une distance de 53,5 km en janvier 2009.
La Société nationale des transports ferroviaires, avec d'autres entreprises comme Alstom et le complexe des travaux ferroviaires, Siemens et Abengoa, le développement de la signalisation ferroviaire et des communications entre les trains au niveau de la gare et cette ligne électrifiée[pas clair].

## Service des voyageurs

### Desserte
La gare d'El Harrach est desservie par les trains des liaisons :
- grandes lignes :
  - Alger - Annaba[1] ;
  - Alger - Oran[2] ;
  - Alger - Tébessa[3] ;
- régionales :
  - Alger - Béjaïa[4] ;
  - Alger - Bouira[5] ;
  - Alger - Chlef[6] ;
- et du réseau ferré de la banlieue d'Alger :
  - Alger - El Affroun[7] ;
  - Alger - Oued Aïssi[8] ;
  - Alger - Thénia[9] ;
  - Alger (gare de l'Agha) - Aéroport Houari Boumédiène[10] ;
  - Alger (gare de l'Agha) - Zéralda[11].

### Intermodalité

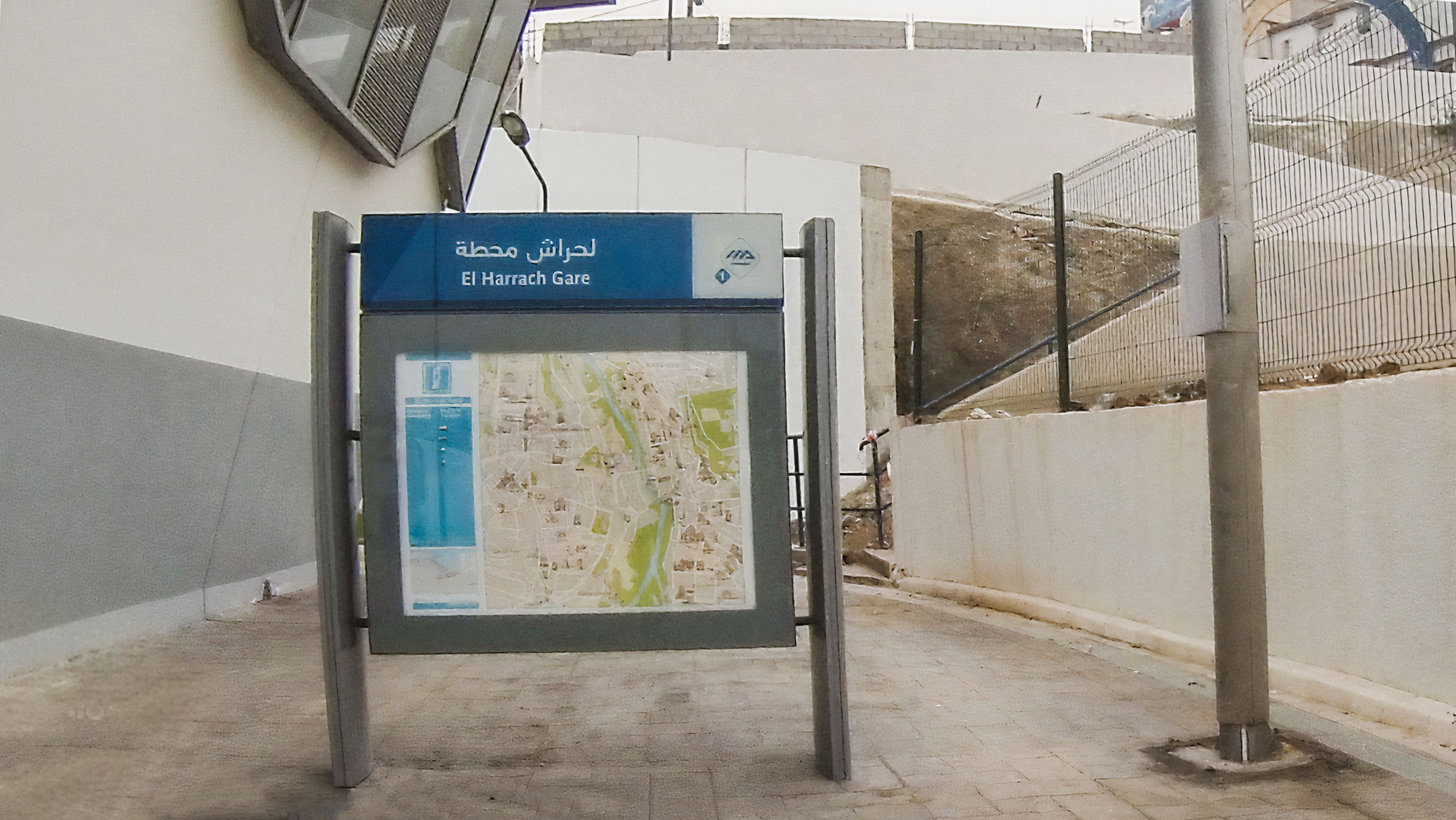
Entrée de la station de métro El Harrach Gare.

La gare est en correspondance avec la station de métro El Harrach Gare. Elle est également desservie par les bus de ligne 1 du réseau de bus de l'ETUSA.